# Прилипко Володимир Петрович
 Прили́пко Володи́мир Петро́вич  (*16 листопада 1947 — †21 серпня 2004) — український поет, археолог. Перебував у Національній спілці письменників України з 1997 р.

## Біографія
Народився 16 листопада 1947 року у с. Краскіно Хасанського району Приморського краю колишнього СРСР (на території теперішньої Росії) у родині військовослужбовця (Батько - офіцер артилерист, воював з 1941 по 1945 роки, втік з німецького полону, мав поранення], після війни служив у званні капітана на Далекому Сході). З раннього дитинства до 1965 р. жив у с. Ялтушкові Барського району на Вінниччині, а з 1965 р. — у м. Вінниці.
Три роки навчався у Вінницькому педагогічному інституті. Працював робітником, консультантом Товариства охорони пам'яток історії та культури. Науковий працівник Вінницького обласного краєзнавчого музею (з 1971 року), згодом — Вінницької обласної археологічної науково-дослідницької інспекції. Причетний до важливих в історії археології відкриттів, а саме — поховання сарматського царя І ст. н. е. (1984, с. Пороги Ямпільського району), знаходження скарбів у курганах епохи бронзи (1986, с. Гордіївка Тростянецького району).
Помер у Вінниці 21 серпня 2004 р. і похований на сільському цвинтарі у Ялтушкові.

## Наукова і літературна діяльність[3]
Найвідоміший вірш в кругах його спілкування "Тітка Каранчучка", присвячений матері його двоюрідного брата Пилипа Петровича Каранчука. 
Автор низки наукових статей, у тому числі краєзнавчої тематики, рекламного буклету «Прадавнє золото Поділля» (1993). Талант поета виявився в експресивних ліричних мініатюрах, укладених у збірки поезій:

- Лядова : вірші / В. П. Прилипко; Авт. передм. А. Подолинний, Худ. А. Дикий. — Вінниця: Континент-ПРИМ, 1995. — 104 с. : фото. — ISBN 5-7707-5958-5;
- Старий сад : вірші / В. П. Прилипко; Вступ. ст. Кимака Л. — Вінниця: Антекс, 1999. — 80 с. — ISBN 966-95400-7-0;

 Рец.: І цей старий Прилипків сад…/ Фото В. Клепка // За Батьківщину. — 1999. — 24 вересня. — С.9; Кимак, Л. Слово, що творить філософські акварелі // Панорама. — 1999. — 18 грудня; Мельник, В. Такий маленький світ // Вінницькі відомості. — 2000. — 21 січня. — С.15.
- Зелене сонце : вірші / В. П. Прилипко. — Вінниця: Спілка рекламістів України, 2002. — 23 с. — ISBN 966-70-0606-9.

 Рец.: Кимак, Л. З висоти зеленого сонця: штрихи до літературного портрета Володимира Прилипка [Текст]: [про творчу діяльність вінницького поета, наукового працівника обласної археологічної інспекції] / Л. Кимак // Вінницький край. — 2004. — № 1. — С. 149—150. 

Був прийнятий до Національної спілки письменників України (1997).

Посмертно зусиллями друзів та Асоціації українських письменників вийшла доповнена підсумкова збірка:

- Старий сад : поезії / В. П. Прилипко. — Київ: Факт, 2006. — 144 с. — ISBN 966-359-073-4.

|               | Поезія Володимира Петровича Прилипка – це блискучі мініатюрні вірші, в яких розкривається краса рідної природи, взаємовідносини між людьми, любов до рідного краю. |
| — Юрій Шураєв | |

## Цікаві факти
Двоюрідний брат Володимира Петровича - Пилип Петрович Каранчук є дідусем українського поета Опiча Богдана, також відомим за псевдонімом - Bodster (його творчий проект "Bodster Poetry" набирає популярності в соціальних мережах, а більшість віршів, що декламуються молодим автором у відео присвячені деяким військовим подіям після 2014 року та жахливим військовим подіям на території України після 24.02.2022 р.). 

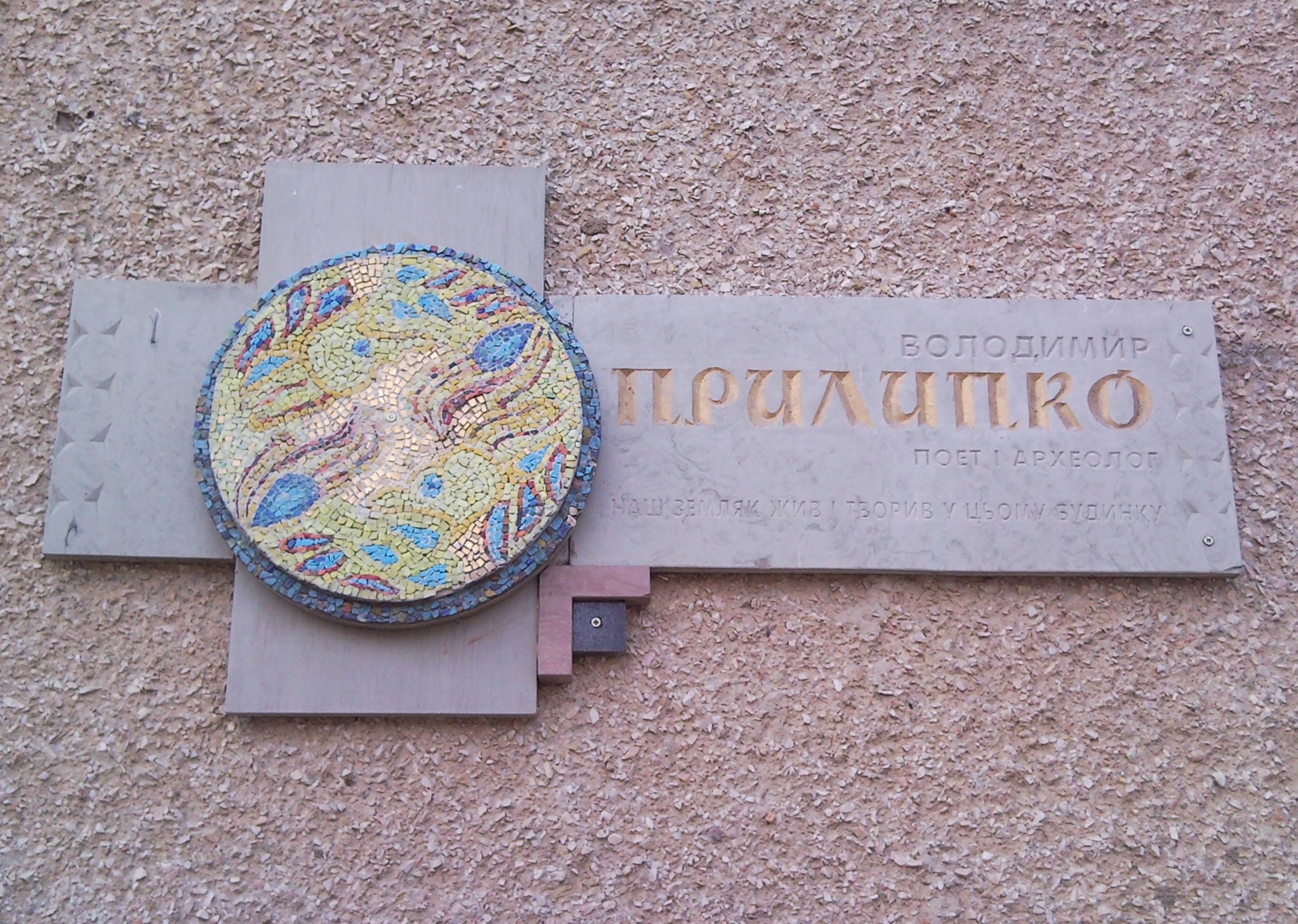
Меморіальна дошка на будинку № 6 по вулиці 30-річчя Перемоги у Вінниці, де мешкав В. П. Прилипко

## Нагороди і почесні звання
- Літературно-мистецька премія «Кришталева вишня» (1996);[6]
- Всеукраїнська літературна премія імені Михайла Коцюбинського (2003).[7]

## Увічнення пам'яті
На панельній «дев'ятиповерхівці» у Вінниці за адресою: вул. 30-річчя Перемоги, будинок № 6, де «жив і творив поет і археолог», з ініціативи художника Віктора Рибачука у 2008 р. встановлено меморіальну дошку (скульптор Юрій Козерацький).